# Гаврилівська сільська рада (Покровський район)
| Гаврилівська сільська рада — колишній орган місцевого самоврядування у Покровському районі Дніпропетровської області з адміністративним центром у с. Гаврилівка. Сільській раді були підпорядковані населені пункти: - с. Гаврилівка - с. Підгаврилівка |

## Склад ради
Рада складалася з 16 депутатів та голови.

## Керівний склад сільської ради
| ПІБ                         | Основні відомості                                                         | Дата обрання | Дата звільнення |
| --------------------------- | ------------------------------------------------------------------------- | ------------ | --------------- |
| Драний Іван Іванович        | Сільський голова, 1959 року народження, освіта вища, член Партії регіонів | 26.03.2006   | 14.11.2009      |
| Нікітін Євген Олександрович | Сільський голова, 1953 року народження, освіта, член Партії регіонів      | 20.06.2010   | 31.10.2010      |
| Зайцев Анатолій Вікторович  | Сільський голова, 1971 року народження, освіта вища, член Партії регіонів | 31.10.2010   |                 |

Примітка: таблиця складена за даними джерела